# Кульбаба — товсті щоки
«Кульбаба — товсті щоки» — анімаційний фільм 1971 року Творчого об'єднання художньої мультиплікації студії Київнаукфільм, режисер — Алла Грачова.

## Над мультфільмом працювали
- Автори сценарію: Фелікс Кривін, Володимир Капустян
- Режисер-постановник: Алла Грачова
- Композитор: Олександр Канерштейн
- Художники-постановники: Микола Чурилов, Едуард Кірич
- Художники-мультиплікатори: Костянтин Чикін, Владлєн Баєв, Микола Бондар
- Оператор: Сергій Никифоров
- Звукооператор: Ігор Погон
- Редактор: Світлана Куценко
- Асистенти: Раїса Лумельська, Тетьяна Черні, Олег Радковський, Ірина Доценко, Юна Срібницька
- Ролі озвучували: Геннадій Кислюк, Клара Рум'янова (російська озвучка), Людмила Ігнатенко, Борислав Брондуков, Григорій Шпігель (російська озвучка)
- Директор картини: Іван Мазепа